# Junta Revolucionária de 1917

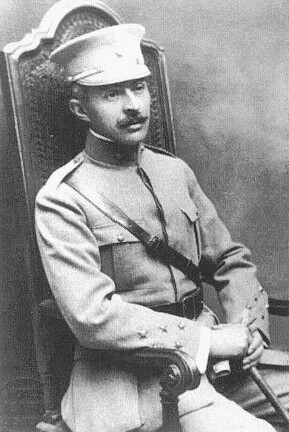
O presidente da Junta Revolucionária de 1917, e futuro presidente do Ministério e presidente da República, Sidónio Pais.

A Junta Revolucionária de 1917 foi um órgão governamental provisório criado no decurso do golpe de Estado de 5–8 de dezembro de 1917 liderado por Sidónio Pais. Era composta pelo próprio Sidónio Pais (presidente), por António Machado Santos (vogal) e por Feliciano da Costa (vogal). Foi criada a 8 de dezembro, tendo substituído Afonso Costa e o seu 3.º governo (na altura liderado interinamente por José Norton de Matos), na chefia do governo de Portugal. Seria extinta a 12 de dezembro de 1917, já com Sidónio Pais na chefia do 15.º governo republicano (desde 11 de dezembro) acumulando ele mesmo interinamente a chefia do Estado a partir desse dia. Enquanto ocupou interinamente o poder executivo, a Junta supervisionou todas as pastas ministeriais.

## Galeria

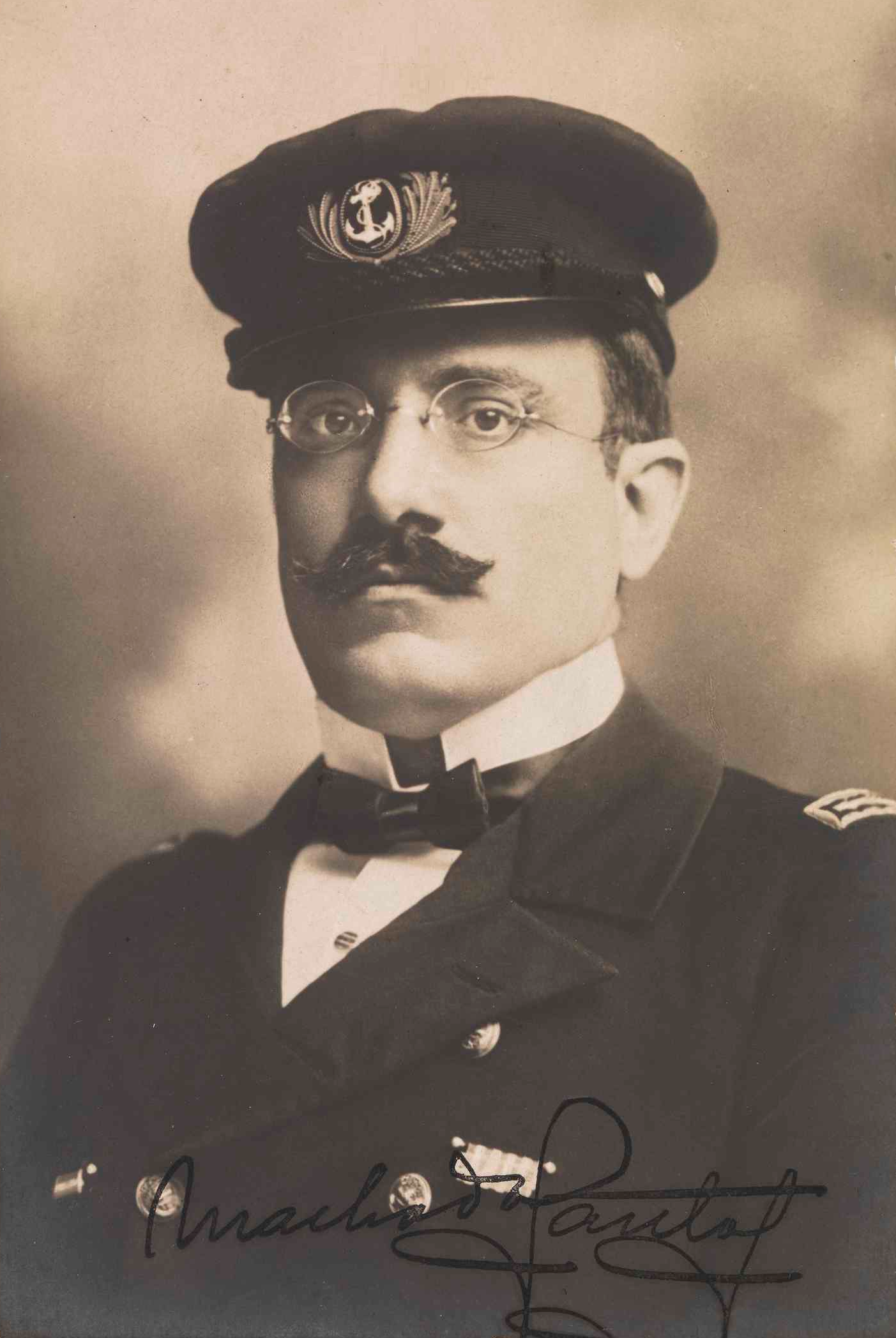
António Machado Santos, militar herói do 5 de Outubro, foi vogal da Junta Revolucionária de 1917.